# Cephaloziella gemmata
Cephaloziella gemmata là một loài rêu trong họ Cephaloziellaceae. Loài này được J.J. Engel mô tả khoa học đầu tiên năm 1973.